# Rourea glabra
Rourea glabra är en tvåhjärtbladig växtart som beskrevs av Carl Sigismund Kunth. Rourea glabra ingår i släktet Rourea och familjen Connaraceae. Utöver nominatformen finns också underarten R. g. jamaicensis.